# Air Alpes
Air Alpes — колишня французька авіакомпанія, яка займалася перевезенням пасажирів в районі Альп. Існувала в 1961—1981 роках, поки її не купила авіакомпанія ТАТ.

## Історія
Авіакомпанія була заснована в 1961 році. Першим літаком став Pilatus PC-6. З часом компанія стала розростатися, збільшуючи свій флот. У 1981 її купила авіакомпанія ТАТ.

## Фотогалерея

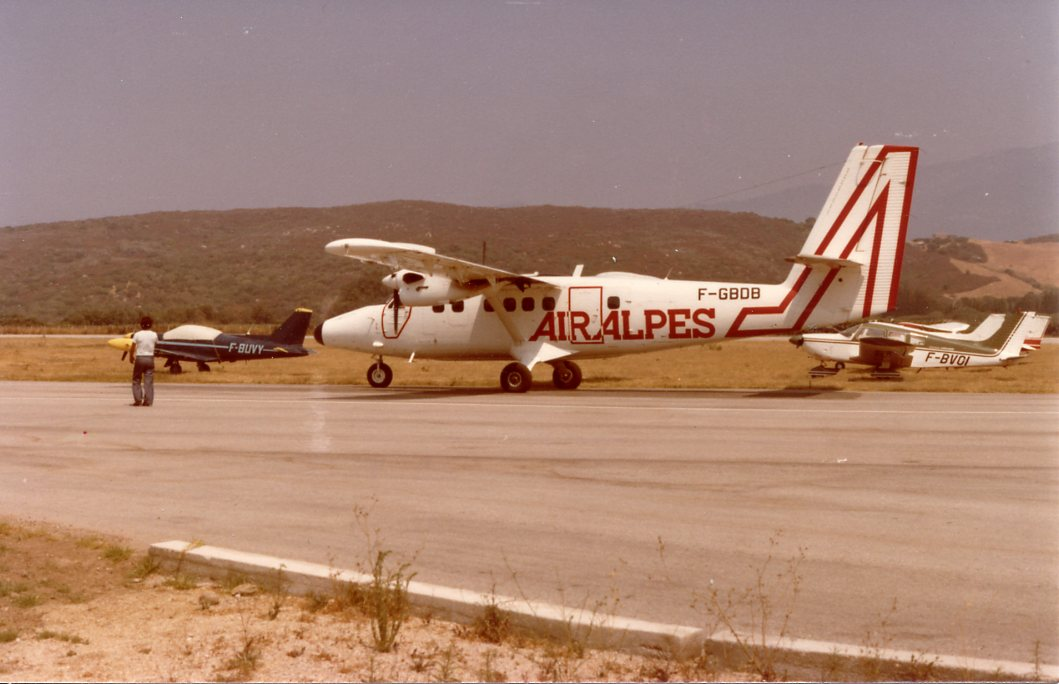